# Московенко, Василий Иванович
Василий Иванович Московенко (1915—2001) — лётчик-ас, участник Великой Отечественной войны, командир звена 1-го гвардейского истребительного авиационного полка 7-й гвардейской истребительной авиационной дивизии 2-го истребительного авиационного корпуса 2-й воздушной армии 1-го Украинского фронта, гвардии старший лейтенант. Герой Советского Союза (1945).

## Биография
Родился 8 августа 1915 года в селе Гаршино ныне района Габита Мусрепова Северо-Казахстанской области (по другим данным — в хуторе Большой Лог ныне Аксайского района Ростовской области) в семье крестьянина. Русский.
Окончил 2 курса техникума.
В Красной Армии с 1936 года. В 1938 году окончил Сталинградское военно-авиационное училище. До войны служил в одном из полков 31-й сад на Дальнем Востоке. До весны 1942 года — инструктор запасного авиаполка на Урале. Член ВКП(б)/КПСС с 1944 года.
Участник Великой Отечественной войны с марта 1942 года.
Командир звена 1-го гвардейского истребительного авиационного полка гвардии старший лейтенант Василий Московенко к маю 1945 года совершил свыше 140 боевых вылетов, в 26 воздушных боях сбил лично 15 и в группе 1 самолет противника.
После войны В. И. Московенко продолжал службу в ВВС СССР. В 1951 году окончил Краснодарскую высшую офицерскую школу штурманов ВВС.
С 1954 года майор В. И. Московенко — в запасе. Подполковник (2000).
Жил в городе Житомир. С 1999 года проживал в городе Ростов-на-Дону. Умер 1 августа 2001 года.

## Память
- Мемориальная доска в память о Василии Ивановиче Московенко установлена в Ростове-на-Дону на доме по улице Добровольского, 8/2.[3]

Могила Московенко на Северном кладбище Ростова-на-Дону.

## Награды
- Указом Президиума Верховного Совета СССР от 27 июня 1945 года за образцовое выполнение боевых заданий командования на фронте борьбы с немецко-фашистскими захватчиками и проявленные при этом мужество и героизм, гвардии старшему лейтенанту Василию Ивановичу Московенко присвоено звание Героя Советского Союза с вручением ордена Ленина и медали «Золотая Звезда» (№ 7957).
- Награждён двумя орденами Красного Знамени, орденами Отечественной войны 1-й и 2-й степени, Красной Звезды, медалями.